# 共青團大街 (莫斯科)
共青團大街（俄语：Комсомольский проспект）是俄羅斯首都莫斯科的一條街道。位於莫斯科河北岸、克里米大街和盧日尼基大街之間。呈東北-西南走向，西接韋爾納茨基大街。長3.6公里。
莫斯科市議會在1958年把兩條街道和一個廣場合併，並以蘇聯列寧共產主義青年團命名，慶祝團的四十周年紀念。